# The Wombats Proudly Present: A Guide to Love, Loss & Desperation
The Wombats Proudly Present: A Guide to Love, Loss & Desperation è il primo album pubblicato in Europa dalla band indie rock britannica The Wombats. L'album è stato pubblicato il 5 novembre 2007 nel Regno Unito e nel resto dell'Europa, mentre è arrivato negli Stati Uniti solo il 24 giugno 2008. L'uscita dell'album è stata accompagnata da un DVD, che mostrava spezzoni della performance della band al South by Southwest Festival, assieme ai video musicali dei loro singoli più recenti. L'album ha raggiunto l'undicesima posizione nella UK Chart.

## Tracce
1. Tales of Girls, Boys and Marsupials – 1:10
2. Kill the Director – 2:42
3. Moving to New York – 3:31
4. Lost in the Post – 3:06
5. Party in a Forest (Where's Laura?) – 3:27
6. School Uniforms – 3:14
7. Here Comes The Anxiety – 2:31
8. Let's Dance to Joy Division – 3:11
9. Backfire at the Disco – 3:13
10. Little Miss Pipedream – 4:12
11. Dr. Suzanne Mattox PHD – 3:33
12. Patricia the Stripper – 4:01
13. My First Wedding – 6:38
14. Derail and Crash (iTunes bonus track) – 3:29
15. Metro Song (iTunes bonus track) – 3:51

## Formazione
- Mattew Murphy - voce, chitarra, tastiere
- Tord Øverland-Knudsen - basso
- Dan Haggis - batteria